# Tower Green
Tower Green est une étendue de pelouse située à l'intérieur de la Tour de Londres, entre les appartements de la Reine et la chapelle royale, où plusieurs nobles britanniques ont été exécutés à l’abri des regards. Dix personnes y ont été décapitées, dont les Reines consort Anne Boleyn, seconde épouse d’Henry VIII et Catherine Howard, sa cinquième épouse, ainsi que Jeanne Grey, la Reine de neuf jours qui avait à peine 16 ans lors de son exécution, Jane Boleyn, vicomtesse Rochford et belle-sœur d'Anne Boleyn ou encore Margaret Pole comtesse de Salisbury et dernière des Plantagenêt.

## Les exécutions capitales

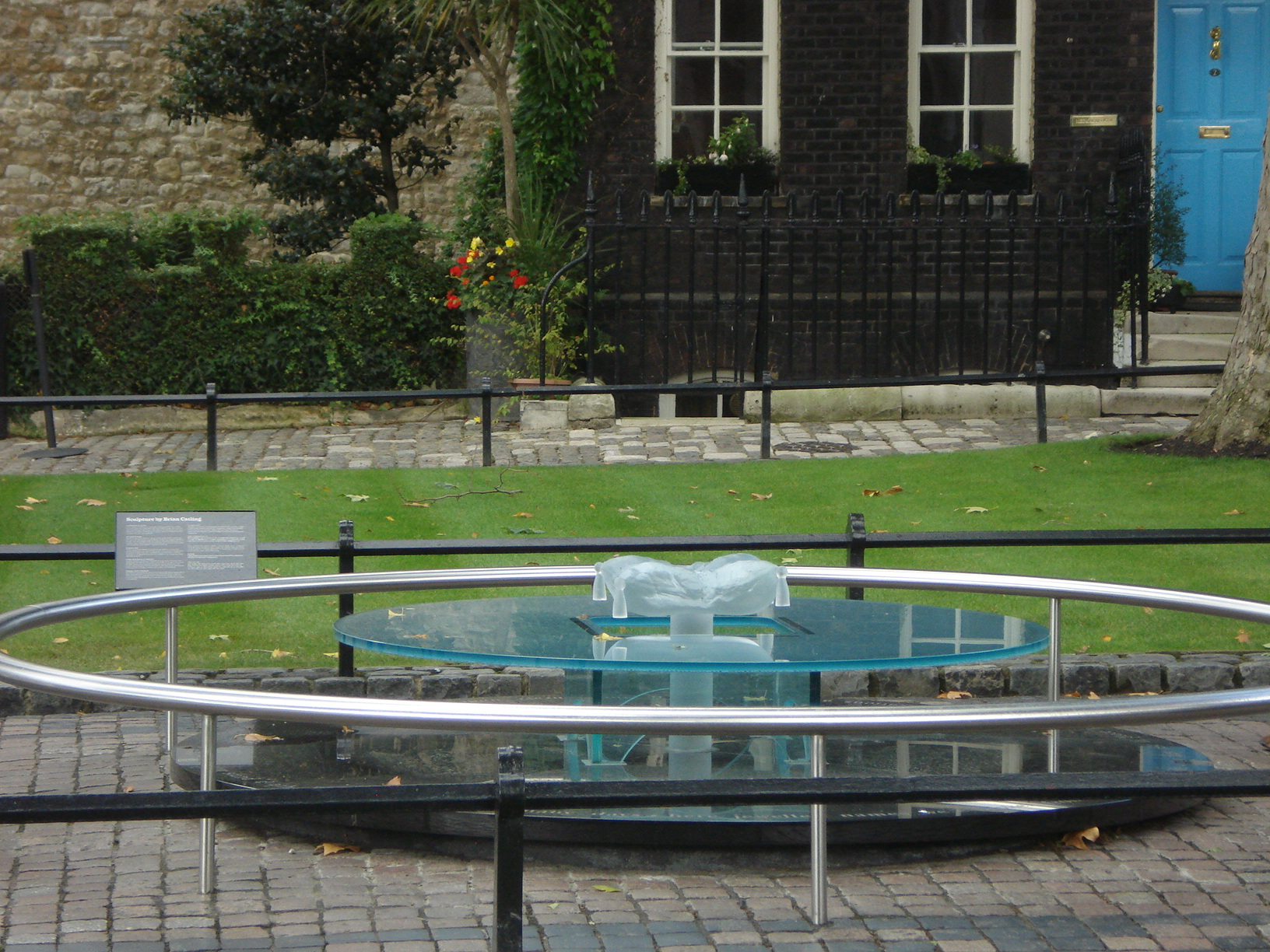
Scaffold Site

La peine de mort par décapitation à Tower Green, dans l'enceinte de la Tour, était considérée comme un privilège de rang qui épargnait ainsi à la noblesse les insultes et raillerie de la foule. Les prisonniers de la Tour de Londres étaient généralement exécutés en public sur Tower Hill, juste à l'extérieur de la forteresse, ou sur le site de Tyburn, à l’ouest de la ville. Un mémorial, édifié au milieu de la pelouse, se présente sous la forme d'un coussin de verre reposant sur deux disques polis. Il porte l'inscription suivante : « Let them rest in peace as we pass through the generations around their struggles and their courage ». Le pavage de granit sur lequel repose le mémorial a été spécialement créé sur ordre de la reine Victoria.

## Histoire

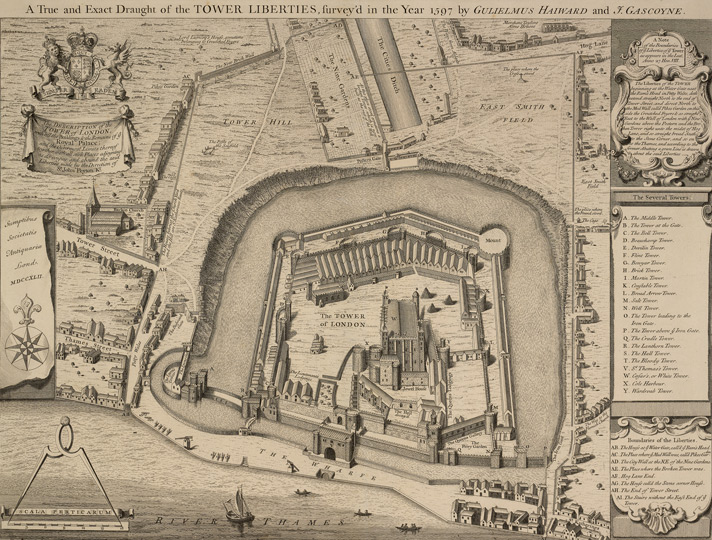
Plan de la Tour de Londres

Au Moyen Âge, un cimetière se trouvait à l’emplacement de Tower Green. Au XIXe siècle, à la suite du relèvement des pavés de granit, des fouilles superficielles ont révélé les vestiges d'un bâtiment qui se trouvait à cet endroit, conformément aux plans historiques de la Tour de Londres. Il a été démoli en 1684, mais reconstruit en 1685. Il fut à nouveau démoli peu de temps après. Il semble que le bâtiment ait été utilisé à l'époque comme poste de garde pour les prédécesseurs des Yeomen Warders. Les exécutions au Tower Green se déroulaient à l'intérieur de ce bâtiment afin de préserver l'intimité des nobles.

## Exécutions

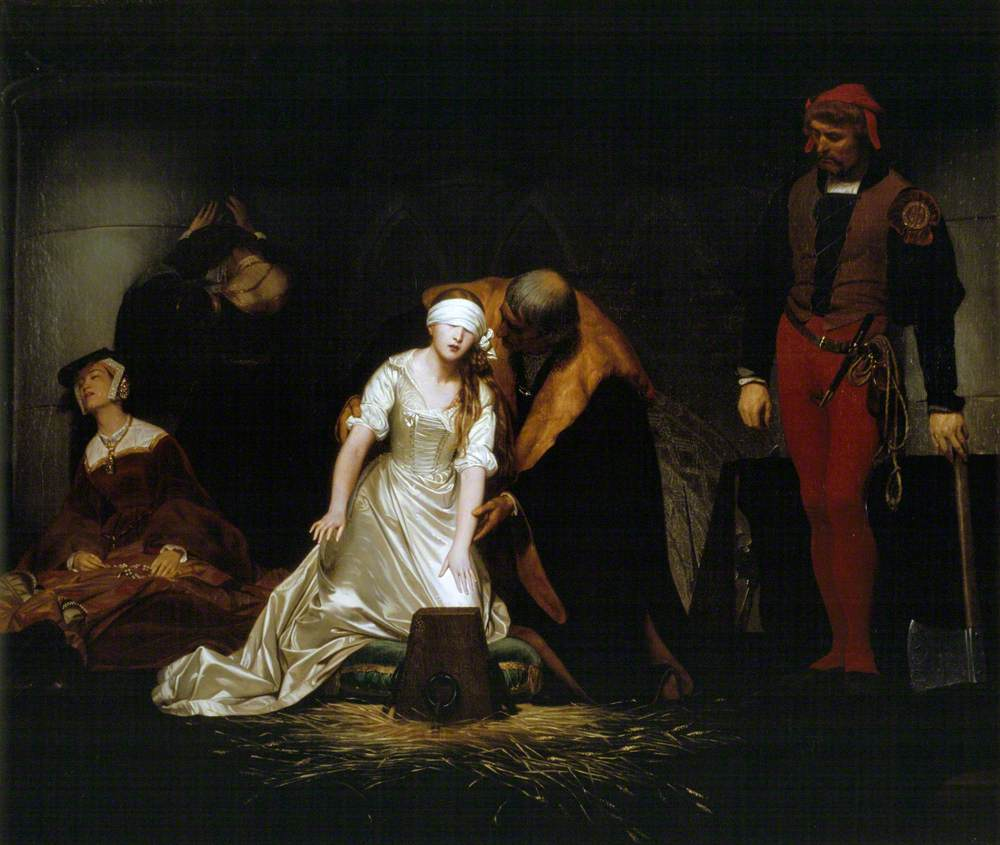
L'exécution de Lady Jane Grey

Les nobles suivants ont été décapités à Tower Green à la hache, sauf Anne Boleyn qui a été décapitée à l'épée) :
1. William Hastings, 1er Baron Hastings, en 1483[2].
2. La Reine Anne Boleyn, seconde femme du roi Henry VIII, 19 mai 1536[4],[5].
3. Margaret Pole, Comtesse de Salisbury, le 27 mai 1541[6].
4. La Reine Catherine Howard, cinquième femme de Henry VIII, le 13 février 1542[7].
5. Jane Boleyn, Vicomtesse Rochford, par ordre de Henry VIII le 13 février 1542[8],[9].
6. Lady Jane Grey, la "Reine de neuf jours", le 12 février 1554[10],[11].
7. Robert Devereux, 2nd comte d'Essex pour trahison le 25 février 1601[12].

Les sept corps ont été enterrés dans la Chapelle royale de Saint-Pierre-aux-Liens
En plus des sept, on trouve également trois noms supplémentaires sur le mémorial :  Malcolm Macpherson, Samuel Macpherson et Farquhar Shaw. Il s'agit de soldats du Black Watch (Royal Highland Regiment) qui ont été reconnus coupables de mutinerie et ont été exécutés à Tower Green le 19 juillet 1743 par un peloton d'exécution composés de douze hommes désignés parmi leurs compagnons d'arme.